# Double Impact
Pour plus de détails, voir Fiche technique et Distribution.
Double Impact est un film américain réalisé par Sheldon Lettich, sorti en 1991.

## Synopsis
Hong Kong, 1966. Paul Wagner, un industriel, est assassiné ainsi que sa femme par la mafia chinoise. Leurs deux fils, Chad et Alex, des jumeaux seulement âgés de quelques mois, échappent au massacre et sont séparés. 25 ans plus tard, Chad vit aux États-Unis avec Frank, l'ancien garde du corps des Wagner, et est devenu professeur de karaté. De son côté, Alex vit à Hong Kong et mène une existence de malfrat. Chad, qui ignore tout de l'existence de son frère jumeau, et Frank décident de se rendre à Hong Kong afin de retrouver Alex et, par la même occasion, les deux frères que tout opposent vont tout tenter pour venger leurs parents...

## Fiche technique
- Titre : Double Impact
- Réalisation : Sheldon Lettich
- Scénario : Sheldon Lettich, Steve Meerson, Peter Krikes, Jean-Claude Van Damme
- Musique : Arthur Kempel
- Photographie : Richard H. Kline
- Montage : Mark Conte
- Production : Ashok Amritraj, Paul Michael Glaser, Jean-Claude Van Damme
- Sociétés de production : Stone Group Pictures, Vision International
- Société de distribution : Columbia Pictures
- Pays :  États-Unis
- Langues : Anglais, Cantonnais
- Format : Couleurs - 1,85:1 - Dolby Surround - 35 mm
- Genre : Action, Arts martiaux
- Budget : 16 millions de dollars
- Durée : 107 min
- Date de sortie : 
  -  États-Unis : 9 août 1991[1]
  -  France : 31 juillet 1991[2]

## Distribution
- Jean-Claude Van Damme (VF : Bernard Bollet) : Alex Wagner / Chad Wagner
- Geoffrey Lewis : Frank Avery
- Alonna Shaw : Danielle Wilde
- Philip Chan : Raymond Zhang
- Alan Scarfe : Nigel Griffith
- Bolo Yeung : Moon
- Cory Everson : Kara
- Andy Armstrong (VF : Patrice Melennec) : Paul Wagner
- Sarah-Jane Varley : Katherine Wagner
- Kamel Krifa : le responsable du Mah Jong

## Autour du film
- Le tournage s'est déroulé à Hong Kong et Los Angeles. Jean-Claude Van Damme avait 30 ans et 17 jours lors du début du tournage[3],[4].
- Shelley Michelle, considérée comme la Reine des doublures de corps, dont les jambes sont assurées pour un million de dollars et qui fut la doublure de Kim Basinger dans J'ai épousé une extra-terrestre, Barbra Streisand dans Le Prince des marées et Julia Roberts dans Pretty Woman, interprète ici le rôle d'une figurante.
- Jean-Claude Van Damme, Philip Chan et Bolo Yeung ont joué dans Bloodsport. En revanche, c'est la première fois que l'acteur belge joue avec Peter Malota. Les deux hommes rejoueront ensemble dans Universal Soldier, Le Grand Tournoi et The Order. L'acteur belge participera également au film La Marque de la vengeance réalisé par Peter Malota.

## Accueil
Le film réalise 1 743 544 d'entrées en France et est donc le 10e film le plus vu en 1991.
Le film est connu pour avoir réalisé la meilleure audience de la chaîne M6 le 8 janvier 1996, battant les éditions spéciales de TF1 et France 2 consacrées à François Mitterrand, mort le matin même. On interpréta cela comme une marque de rejet de l'ancien président socialiste,,,.

## Bande originale
Source
Toute la musique est composée par Arthur Kempel.
| Track listing | Track listing                    | Track listing | Track listing | Track listing | Track listing | Track listing | Track listing | Track listing | Track listing |
| No            | Titre                            | Durée         |               |               |               |               |               |               |               |
| ------------- | -------------------------------- | ------------- | ------------- | ------------- | ------------- | ------------- | ------------- | ------------- | ------------- |
| 1.            | Overture (written by Paul Dable) | 01:16         |               |               |               |               |               |               |               |
| 2.            | Dead Ringers                     | 01:24         |               |               |               |               |               |               |               |
| 3.            | The Brother's Revenge            | 03:38         |               |               |               |               |               |               |               |
| 4.            | I Miss You                       | 00:55         |               |               |               |               |               |               |               |
| 5.            | Battle at Sea                    | 05:47         |               |               |               |               |               |               |               |
| 6.            | Causeway Bay                     | 07:19         |               |               |               |               |               |               |               |
| 7.            | The Other Side of the World      | 01:15         |               |               |               |               |               |               |               |
| 8.            | Hong Kong Pursuit                | 04:14         |               |               |               |               |               |               |               |
| 9.            | Zang's Offer                     | 06:45         |               |               |               |               |               |               |               |
| 10.           | The Brother's Reunion            | 02:23         |               |               |               |               |               |               |               |
| 11.           | End Title                        | 02:50         |               |               |               |               |               |               |               |
| 12.           | Feel the Impact                  | 03:02         |               |               |               |               |               |               |               |
| 40:32         |                                  |               |               |               |               |               |               |               |               |

## Distinctions
- Nomination au prix de l'homme le plus désirable pour Jean-Claude Van Damme, lors des MTV Movie Awards 1992[11].